# 兵庫県中学校一覧
| 総数                             | 378校・4分校     |
| 国立                             | 2校              |
| 公立                             | 338校・4分校     |
| 私立                             | 38校             |
| 教育委員会所在地                 | 〒650-8567       |
| 兵庫県神戸市中央区下山手通5-10-1 |                  |
| 公式サイト                       | 兵庫県教育委員会 |

兵庫県中学校一覧（ひょうごけんちゅうがっこういちらん）は、兵庫県の中学校、中等教育学校（前期課程）および義務教育学校（後期課程）の一覧。

## 国立中学校・中等教育学校
- 神戸大学附属中等教育学校
- 兵庫教育大学附属中学校

## 公立中学校・中等教育学校・義務教育学校

### 神戸市

#### 東灘区
- 神戸市立本庄中学校
- 神戸市立魚崎中学校
- 神戸市立本山中学校
- 神戸市立本山南中学校
- 神戸市立住吉中学校
- 神戸市立御影中学校
- 神戸市立向洋中学校

#### 灘区
- 神戸市立鷹匠中学校
- 神戸市立烏帽子中学校
- 神戸市立長峰中学校
- 神戸市立上野中学校
- 神戸市立原田中学校

#### 兵庫区
- 神戸市立須佐野中学校
- 神戸市立兵庫中学校
  - 神戸市立兵庫中学校北分校夜間学級
- 神戸市立湊川中学校
- 神戸市立夢野中学校
- 神戸市立吉田中学校

#### 長田区
- 神戸市立雲雀丘中学校
- 神戸市立丸山中学校
  - 神戸市立丸山中学校西野分校夜間学級
- 神戸市立西代中学校
- 神戸市立高取台中学校
- 神戸市立長田中学校
- 神戸市立駒ヶ林中学校

#### 須磨区
- 神戸市立太田中学校
- 神戸市立鷹取中学校
- 神戸市立飛松中学校
- 神戸市立白川台中学校
- 神戸市立須磨北中学校
- 神戸市立高倉中学校
- 神戸市立竜が台中学校
- 神戸市立東落合中学校
- 神戸市立友が丘中学校
- 神戸市立横尾中学校
- 神戸市立西落合中学校

#### 垂水区
- 神戸市立垂水中学校
- 神戸市立垂水東中学校
- 神戸市立歌敷山中学校
- 神戸市立多聞東中学校
- 神戸市立桃山台中学校
- 神戸市立塩屋中学校
- 神戸市立福田中学校
- 神戸市立神陵台中学校
- 神戸市立星陵台中学校
- 神戸市立舞子中学校
- 神戸市立本多聞中学校

#### 北区
- 神戸市立有馬中学校
- 神戸市立有野中学校
- 神戸市立有野北中学校
- 神戸市立唐櫃中学校
- 神戸市立大池中学校
- 神戸市立山田中学校
- 神戸市立広陵中学校
- 神戸市立桜の宮中学校
  - 神戸市立桜の宮中学校しらゆり分校
- 神戸市立小部中学校
- 神戸市立大原中学校
- 神戸市立鈴蘭台中学校
- 神戸市立星和台中学校
- 神戸市立鵯台中学校
- 神戸市立北神戸中学校
- 神戸市立義務教育学校八多学園
- 神戸市立大沢中学校
- 神戸市立淡河中学校

#### 中央区
- 神戸市立筒井台中学校
- 神戸市立渚中学校
- 神戸市立葺合中学校
- 神戸市立布引中学校
- 神戸市立神戸生田中学校
- 神戸市立湊翔楠中学校
  - 神戸市立湊翔楠中学校分校
- 神戸市立義務教育学校港島学園

#### 西区
- 神戸市立太山寺中学校
- 神戸市立井吹台中学校
- 神戸市立伊川谷中学校
- 神戸市立長坂中学校
- 神戸市立櫨谷中学校
- 神戸市立桜が丘中学校
- 神戸市立押部谷中学校
- 神戸市立玉津中学校
- 神戸市立王塚台中学校
- 神戸市立平野中学校
- 神戸市立西神中学校
- 神戸市立神出中学校
- 神戸市立岩岡中学校

### 姫路市
- 姫路市立あかつき中学校
- 姫路市立東光中学校
- 姫路市立城乾中学校
  - 姫路医療センター内分校
- 姫路市立琴陵中学校
- 姫路市立安室中学校
- 姫路市立高丘中学校
- 姫路市立白鷺小中学校
- 姫路市立山陽中学校
- 姫路市立増位中学校
- 姫路市立広嶺中学校
- 姫路市立花田中学校
- 姫路市立城山中学校
- 姫路市立四郷学院
- 姫路市立東中学校
- 姫路市立書写中学校
- 姫路市立大白書中学校
- 姫路市立灘中学校
- 姫路市立大的中学校
- 姫路市立香寺中学校
- 姫路市立置塩中学校
- 姫路市立鹿谷中学校
- 姫路市立菅野中学校
- 姫路市立神南中学校
- 姫路市立豊富小中学校
- 姫路市立林田中学校
- 姫路市立安富中学校
- 姫路市立飾磨中部中学校
- 姫路市立飾磨東中学校
- 姫路市立飾磨西中学校
- 姫路市立網干中学校
- 姫路市立朝日中学校
- 姫路市立広畑中学校
- 姫路市立夢前中学校
- 姫路市立大津中学校
- 姫路市立家島中学校
- 姫路市立坊勢中学校

### 尼崎市
- 尼崎市立成良中学校
  - 尼崎市立成良中学校琴城分校夜間学級
- 尼崎市立中央中学校
- 尼崎市立日新中学校
- 尼崎市立小田中学校
- 尼崎市立小田北中学校
- 尼崎市立大成中学校
- 尼崎市立大庄北中学校
- 尼崎市立大庄中学校
- 尼崎市立立花中学校
- 尼崎市立塚口中学校
- 尼崎市立武庫中学校
- 尼崎市立南武庫之荘中学校
- 尼崎市立武庫東中学校
- 尼崎市立常陽中学校
- 尼崎市立園田中学校
- 尼崎市立園田東中学校
- 尼崎市立小園中学校

### 明石市
- 明石市立朝霧中学校
- 明石市立大蔵中学校
- 明石市立衣川中学校
- 明石市立錦城中学校
- 明石市立望海中学校
- 明石市立野々池中学校
- 明石市立大久保中学校
- 明石市立大久保北中学校
- 明石市立高丘中学校
- 明石市立江井島中学校
- 明石市立魚住中学校
- 明石市立魚住東中学校
- 明石市立二見中学校

### 西宮市
- 西宮市立浜脇中学校
- 西宮市立総合教育センター付属西宮浜義務教育学校
- 西宮市立大社中学校
- 西宮市立苦楽園中学校
- 西宮市立上ケ原中学校
- 西宮市立甲陵中学校
- 西宮市立平木中学校
- 西宮市立甲武中学校
- 西宮市立瓦木中学校
- 西宮市立深津中学校
- 西宮市立上甲子園中学校
- 西宮市立今津中学校
- 西宮市立真砂中学校
- 西宮市立鳴尾中学校
- 西宮市立浜甲子園中学校
- 西宮市立鳴尾南中学校
- 西宮市立高須中学校
- 西宮市立学文中学校
- 西宮市立山口中学校
- 西宮市立塩瀬中学校

### 洲本市
- 洲本市立洲浜中学校
- 洲本市立青雲中学校
- 洲本市立由良中学校
- 洲本市立安乎中学校
- 洲本市立五色中学校

### 芦屋市

#### 県立
- 兵庫県立芦屋国際中等教育学校

#### 市立
- 芦屋市立精道中学校
- 芦屋市立山手中学校
- 芦屋市立潮見中学校

### 伊丹市
- 伊丹市立東中学校
- 伊丹市立西中学校
- 伊丹市立南中学校
- 伊丹市立北中学校
- 伊丹市立天王寺川中学校
- 伊丹市立松崎中学校
- 伊丹市立荒牧中学校
- 伊丹市立笹原中学校

### 相生市
- 相生市立那波中学校
- 相生市立双葉中学校
- 相生市立矢野川中学校

### 豊岡市
- 豊岡市立豊岡南中学校
- 豊岡市立豊岡北中学校
- 豊岡市立港中学校
- 豊岡市立城崎中学校
- 豊岡市立竹野学園
- 豊岡市立日高東中学校
- 豊岡市立日高西中学校
- 豊岡市立出石中学校
- 豊岡市立但東中学校

### 加古川市
- 加古川市立加古川中学校
- 加古川市立中部中学校
- 加古川市立浜の宮中学校
- 加古川市立義務教育学校両荘みらい学園
- 加古川市立平岡中学校
- 加古川市立氷丘中学校
- 加古川市立神吉中学校
- 加古川市立志方中学校
- 加古川市立山手中学校
- 加古川市立平岡南中学校
- 加古川市立別府中学校
- 加古川市立陵南中学校

### 赤穂市
- 赤穂市立赤穂中学校
- 赤穂市立赤穂西中学校
- 赤穂市立赤穂東中学校
- 赤穂市立坂越中学校
- 赤穂市立有年中学校

### 西脇市
- 西脇市立西脇中学校
- 西脇市立西脇東中学校
- 西脇市立西脇南中学校
- 西脇市立黒田庄中学校

### 宝塚市
- 宝塚市立宝塚第一中学校
- 宝塚市立宝梅中学校
- 宝塚市立宝塚中学校
- 宝塚市立御殿山中学校
- 宝塚市立長尾中学校
- 宝塚市立西谷中学校
- 宝塚市立高司中学校
- 宝塚市立光ガ丘中学校
- 宝塚市立南ひばりガ丘中学校
- 宝塚市立安倉中学校
- 宝塚市立中山五月台中学校
- 宝塚市立山手台中学校

### 三木市
- 三木市立三木中学校
- 三木市立三木東中学校
- 三木市立別所中学校
- 三木市立緑が丘中学校
- 三木市立自由が丘中学校
- 三木市立吉川中学校

### 高砂市
- 高砂市立高砂中学校
- 高砂市立荒井中学校
- 高砂市立松陽中学校
- 高砂市立鹿島中学校
- 高砂市立竜山中学校
- 高砂市立宝殿中学校

### 川西市
- 川西市立川西中学校
- 川西市立川西南中学校
- 川西市立多田中学校
- 川西市立東谷中学校
- 川西市立清和台中学校
- 川西市立明峰中学校
- 川西市立緑台中学校

### 小野市
- 小野市立小野中学校
- 小野市立河合中学校
- 小野市立小野南中学校
- 小野市立旭丘中学校

### 三田市
- 三田市立上野台中学校
- 三田市立長坂中学校
- 三田市立狭間中学校
- 三田市立八景中学校
- 三田市立けやき台中学校
- 三田市立富士中学校
- 三田市立藍中学校
- 三田市立ゆりのき台中学校

### 加西市
- 加西市立北条中学校
- 加西市立善防中学校
- 加西市立加西中学校
- 加西市立泉中学校

### 丹波篠山市
- 丹波篠山市立篠山中学校
- 丹波篠山市立篠山東中学校
- 丹波篠山市立西紀中学校
- 丹波篠山市立丹南中学校
- 丹波篠山市立今田中学校

### 養父市
- 養父市立養父中学校
- 養父市立大屋中学校
- 養父市立関宮学園
- 養父市立八鹿青渓中学校

### 丹波市
- 丹波市立柏原中学校
- 丹波市立山南中学校
- 丹波市立氷上中学校
- 丹波市立青垣中学校
- 丹波市立市島中学校
- 丹波市立春日中学校

### 南あわじ市

#### 組合立
- 南あわじ市・洲本市組合立広田中学校

#### 市立
- 南あわじ市立南淡中学校
- 南あわじ市立三原中学校
- 南あわじ市立西淡中学校
- 南あわじ市立沼島中学校

### 朝来市
- 朝来市立和田山中学校
- 朝来市立梁瀬中学校
- 朝来市立朝来中学校
- 朝来市立生野中学校

### 淡路市
- 淡路市立一宮中学校
- 淡路市立岩屋中学校
- 淡路市立津名中学校
- 淡路市立東浦中学校
- 淡路市立北淡中学校

### 宍粟市
- 宍粟市立山崎南中学校
- 宍粟市立山崎東中学校
- 宍粟市立山崎西中学校
- 宍粟市立波賀中学校
- 宍粟市立千種中学校
- 宍粟市立一宮北中学校
- 宍粟市立一宮南中学校

### たつの市

#### 組合立
- 播磨高原広域事務組合立播磨高原東中学校

#### 市立
- たつの市立龍野東中学校
- たつの市立龍野西中学校
- たつの市立新宮中学校
- たつの市立揖保川中学校
- たつの市立御津中学校

### 加東市
- 加東市立社学園小中学校
- 加東市立東条学園小中学校
- 加東市立滝野中学校

### 川辺郡
- 猪名川町立猪名川中学校
- 猪名川町立清陵中学校

### 多可郡
- 多可町立中町中学校
- 多可町立加美中学校
- 多可町立八千代中学校

### 加古郡
- 稲美町立稲美中学校
- 稲美町立稲美北中学校
- 播磨町立播磨中学校
- 播磨町立播磨南中学校

### 神崎郡
- 神河町立神河中学校
- 市川町立市川中学校
- 福崎町立福崎西中学校
- 福崎町立福崎東中学校

### 揖保郡
- 太子町立太子西中学校
- 太子町立太子東中学校

### 赤穂郡

#### 県立
- 兵庫県立大学附属中学校

#### 町立
- 上郡町立上郡中学校

### 佐用郡
- 佐用町立佐用中学校
- 佐用町立上月中学校
- 佐用町立上津中学校
- 佐用町立三日月中学校

### 美方郡
- 新温泉町立浜坂中学校
- 新温泉町立夢が丘中学校
- 香美町立香住第一中学校
- 香美町立村岡中学校
- 香美町立小代中学校

## 私立中学校

### 神戸市

#### 東灘区
- 甲南女子中学校
- 灘中学校

#### 灘区
- 神戸海星女子学院中学校
- 松蔭中学校
- 親和中学校
- 六甲学院中学校

#### 須磨区
- 啓明学院中学校
- 神戸国際中学校
- 須磨学園中学校
- 滝川中学校

#### 垂水区
- 愛徳学園中学校

#### 中央区
- 神戸山手グローバル中学校
- 神戸龍谷中学校
- 神戸学院大学附属中学校

#### 兵庫区
- 夙川中学校

#### 西区
- 滝川第二中学校

### 姫路市
- 淳心学院中学校
- 賢明女子学院中学校
- 東洋大学附属姫路中学校
- 姫路女学院中学校

### 尼崎市
- 園田学園中学校
- 百合学院中学校

### 西宮市
- 関西学院中学部
- 甲子園学院中学校
- 神戸女学院中学部
- 甲陽学院中学校
- 仁川学院中学校
- 報徳学園中学校
- 武庫川女子大学附属中学校

### 洲本市
- 蒼開中学校

### 芦屋市
- 芦屋学園中学校
- 甲南中学校

### 豊岡市
- 近畿大学附属豊岡中学校

### 宝塚市
- 小林聖心女子学院中学校
- 雲雀丘学園中学校

### 高砂市
- 白陵中学校

### 三田市
- 三田学園中学校

### 朝来市
- 生野学園中学校